# Javorové sedlo
Javorové sedlo je široké sedlo v hlavním hřebeni Vysokých Tater mezi Javorovým štítem a Malým Ostrým štítem, který je vedlejším vrcholem Ostrého šítu. Jde o nejhlubší depresi v hřebeni mezi Velkou Studenou dolinou a Javorovou dolinou. Na východním hřebeni Javorového štítu se nachází Šedé zuby, téměř horizontální ozubený úsek a na severu je pod sedlem Zadná Javorová dolina. Na jihu pod sedlem najdeme Prudký kotel, ve kterém jsou Sivé plesa.

## Název
Je odvozen od polohy nad Javorovou údolí. Nejde o starý název, dřívější autoři turistických průvodců přidělovali sedlu název Červená lávka. To ale mnohé pletlo a docházelo i jazykovým nedorozuměním. Ty se dotýkaly zejména polské a slovenské literatury a map. Javorové sedlo se pletlo s Priečným sedlem a Javorovou škárou, Spiští horští vůdci nazývyli Červenou lávkou i Priečné sedlo a Javorové sedlo označovali jako Zadní červenou lávku. V němčině a maďarštině neslo Javorové sedlo jména Hintere Rote Bank a Vöröspad. Když se pro Pričné sedlo, vžil aktuální název i v německé verzi Kerbchen a maďarské Rovátka, stal ve jménu Javorového sedla zbytečný polohopisný přívlastek a sedlo od té doby neslo název Rote Bank, Vöröspad a slovensky dočasně Červená lávka. Názvoslovná komise TANAPu tento název vymazala ze slovníku geografické nomenklatury pro četná nedorozumění, ke kterým docházelo již v minulosti. Polský název je dnes stejný jako slovenský.

## Pěší turistika
Přes sedlo nevede turistický chodník a je tudíž přístupné pouze s horským vůdcem.

### První známý přechod
- V létě – Viktor Lorenc, říjen 1878
- V zimě - Viktor Roland a Štefan Zamkovský, březen 1928

### Poznámka
V některých slovenských a polských mapách, v průvodních a encyklopediích se zaměňuje Javorové sedlo s Hutianským sedlem, které se nachází v Západních Tatrách. Je to proto, že v blízkosti Hutianského sedla v Západních Tatrách je Javorová dolina, která nemá nic společného s Javorovou dolinou ve Vysokých Tatrách. Javorové sedlo není Hutianské sedlo.